# Cantonul Quarré-les-Tombes
Cantonul Quarré-les-Tombes este un canton din arondismentul Avallon, departamentul Yonne, regiunea Burgundia, Franța.

## Comune
- Beauvilliers
- Bussières
- Chastellux-sur-Cure
- Quarré-les-Tombes (reședință)
- Saint-Brancher
- Saint-Germain-des-Champs
- Saint-Léger-Vauban